# 157 (getal)
Het oneven natuurlijk getal 157 volgt op 156 en gaat vooraf aan 158.

## In dewiskunde
- 157 is het 37e priemgetal in de lijst van priemgetallen.
- 157 is een viervoud plus 1, zodat dit priemgetal volgens de stelling van Fermat over de som van twee kwadraten kan worden geschreven als de som van twee kwadraten: {\displaystyle (6^{2}+11^{2})}.
- Het heet een evenwichtig priemgetal, omdat het het gemiddelde is van het naastlagere (151) en het naasthogere (163) priemgetal.
- 157 is een emirp,[1] omdat het spiegelbeeldige getal 751 eveneens een priemgetal is.[2]
- 157 is een palindroomgetal in het twaalftallig stelsel: 11112.

## In het dagelijks leven
- De 157e dag van een niet-schrikkeljaar is 6 juni.
- Artikel 157 van het Nederlands Wetboek van Strafrecht specificeert de straf die wordt opgelegd aan iemand die opzettelijk brand sticht, een ontploffing teweegbrengt of een overstroming veroorzaakt.[3]